# Piranoză

d}glucopiranoză

Termenul de piranoză  face referire la acele zaharide care conțin o structură chimică ce include un heterociclu format din cinci atomi de carbon și unul de oxigen. Denumirea provine de la asemănarea ciclului cu a compusului heterociclic denumit piran, însă ciclul piranozic nu conține legături duble. Un exemplu de zaharidă sub formă de piranoză este α-D-(+)-glucopiranoza (vezi glucoză).

## Formare
Ciclul piranozic se formează prin reacția dintre grupa hidroxil de la carbonul 5 (C5) al zaharidei și grupa aldehidă de la carbonul 1 (C1). Astfel, se formează un hemiacetal intramolecular. Analog, ciclul furanozic se formează prin reacția dintre hidroxidul de la carbonul 4 și grupa aldehidă.  Forma piranozică este mult mai stabilă decât cea furanozică din punct de vedere termodinamic, ceea ce se poate observa din distribuirea celor două tipuri de cicluri în soluție. 

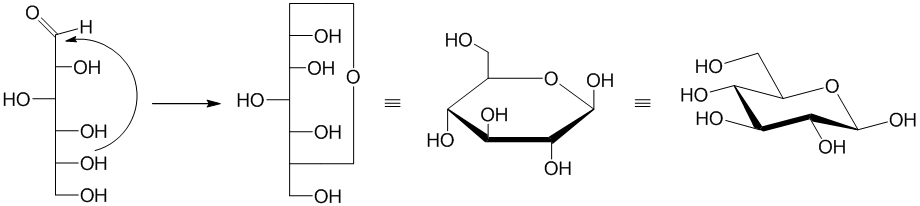
Formarea hemiacetalului și a ciclului piranozic și o reprezentare a β-D-glucopiranozei